# Heinrich Böhler
Heinrich Böhler, né le 1er août 1881 à Vienne en Autriche-Hongrie (ou bien à Oberweningen en Suisse) et mort le 4 février 1940 à Saint-Moritz en Suisse, est un industriel, collectionneur d'œuvres d'art, peintre et photographe austro-suisse.

## Biographie
Heinrich Böhler descend d'une famille de commerçants de Francfort. Installés à Vienne en 1870, son père Emil et son oncle Albert se sont lancés en Styrie dans l'acier inoxydable. Emil Böhler meurt en janvier 1882 des suites d'une opération, alors que Heinrich a à peine six mois. Sa mère Eleonore, née Eibel, est d'origine suisse, si bien qu'il bénéficiera également de la citoyenneté suisse et de la double nationalité. 
Jeune homme, il reçoit en Angleterre une formation en économie et y fait la connaissance de l'Américaine Mabel Forbes (1875-1963), qu'il épouse à Vienne en 1909. C'est l'architecte et décorateur Josef Hoffmann, figure essentielle de la Sécession viennoise et de la Wiener Werkstätte, qui installe leur appartement de la rue du Belvédère, dans le 4e arrondissement, et réaménage leur maison de Baden, dont il transforme aussi les jardins.
Nanti d'un matériel coûteux, Heinrich Böhler se met à la photographie. En 1910, il participe à l'exposition annuelle de la Royal Photographic Society. Il réalise des clichés de Gustav Klimt, devenu son ami, et de sa compagne styliste Emilie Flöge, ainsi qu'une série de portraits de la danseuse Stacia Napierkowska. Il est toutefois plus attaché à la peinture.
De 1911 à 1913 le couple Böhler réside à Tokyo et à Osaka, Heinrich dirigeant en effet avec un cousin, Richard Böhler, la succursale japonaise de l'entreprise familiale, la Böhler Brothers & Co. Ltd. Japan Branch. Heinrich Böhler s'enthousiasme ainsi que sa femme pour l'atmosphère extrême-orientale, et ces années contribuent à développer son sens artistique.
À partir de septembre 1914, dans son atelier viennois de la rue du Belvédère, Heinrich Böhler prend des cours de peinture et de dessin auprès d'Egon Schiele, — que lui a présenté son cousin peintre Hans Böhler, qui fait partie du cercle des amis de Schiele et expose avec eux. Heinrich Böhler le paie 200 couronnes par mois et continue après que Schiele, en juin 1915, a été incorporé dans l'armée .

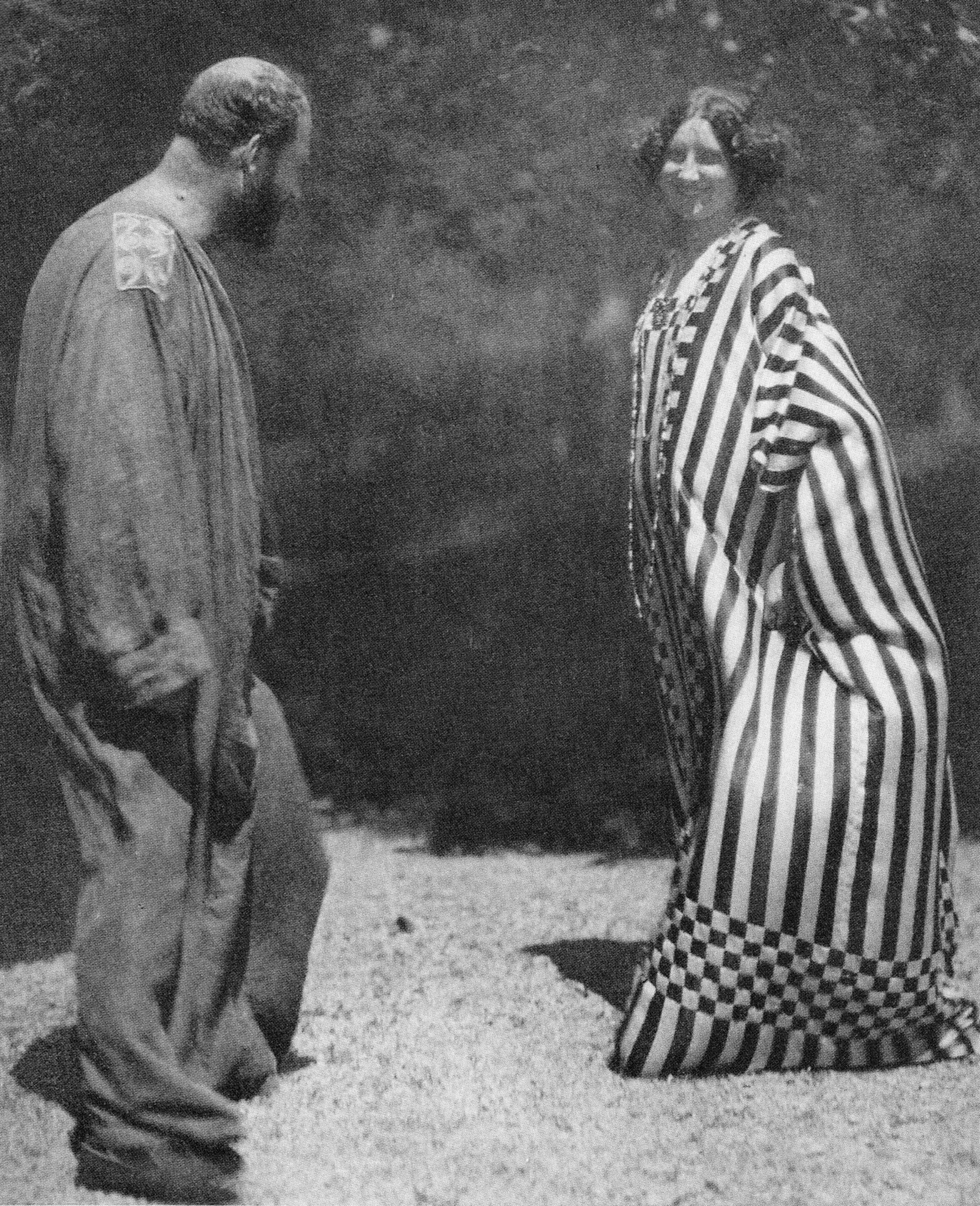
Le peintre Gustav Klimt et Emilie Flöge, 1909, photogravure.
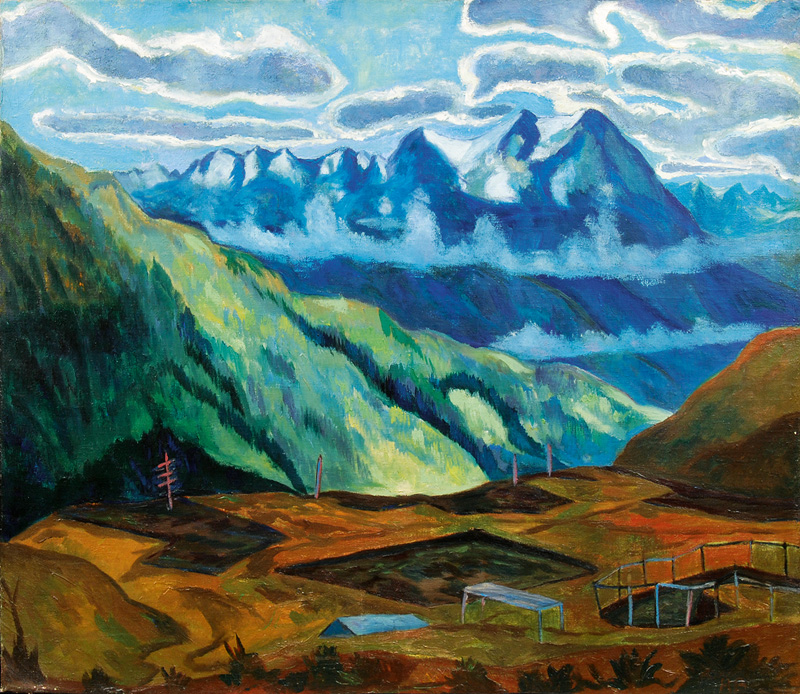
Paysage alpin, huile sur toile, 79,5 × 90 cm, coll. privée.
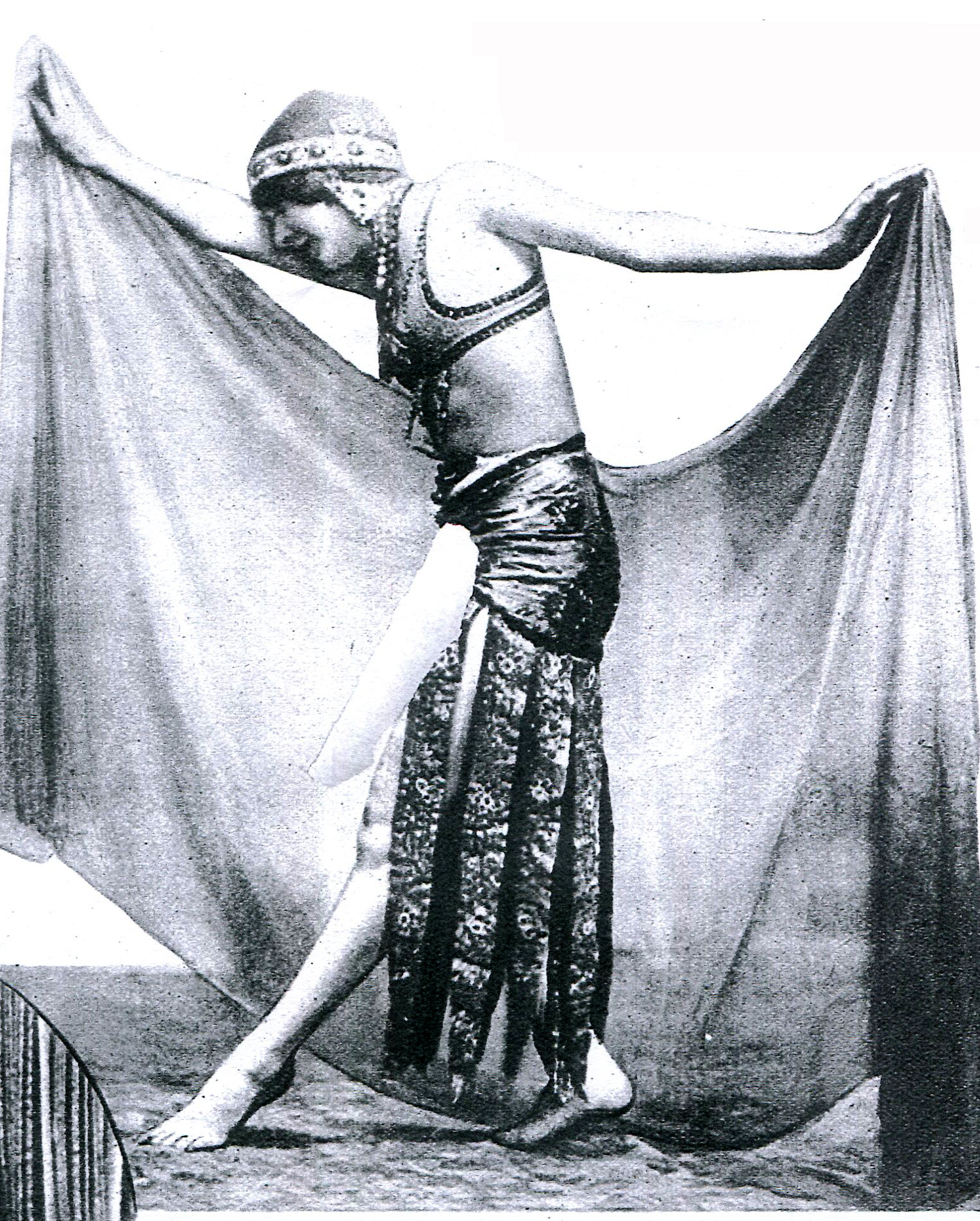
La danseuse Stacia Napierkowska, 1910, photogravure.

Entre 1916 et 1918, l'architecte Heinrich Tessenow bâtit à Saint-Moritz la Villa Böhler (démolie en 1988-1989), maison de campagne des époux qui y résident après 1926. Ils possèdent également une demeure à Lugano. Le couple demeure sans enfants. À la mort de son mari en 1940, Mabel Böhler administre ses biens. Une part importante de la collection Böhler se trouve depuis 2001 au musée Leopold de Vienne.
En marge de sa propre activité picturale, Heinrich Böhler a rassemblé des œuvres d'art, acquérant entre autres des toiles de Schiele : Bateau de pêche à Trieste (1912), Maisons au linge qui sèche (1914), La ville jaune (1915), Mur de maison au bord du fleuve (1915), Mère avec deux enfants (1915), L'arche de la maison (1915).